# Upplands runinskrifter 788
Upplands runinskrifter 788 är två vikingatida runstensfragment av blågrå granit i Stora Järstena, Tillinge socken och Enköpings kommun. Runstenen är sönderslagen i bitar, varav 2 bitar återstår. Den större är 1,2 gånger 0,7 meter och den mindre är 0,3-0,35 meter. Runhöjden är 7-9 centimeter. Fragmenten låg inmurade i en spisgrund fram till mitten av 1800-talet. Ristningen är attribuerad till Livsten då både runformer och ornamentik är ristade i hans stil.

## Inskriften
Translitterering av runraden:
...st... ...-- + sun se(a) + s-...
Normalisering till runsvenska:
... ... sun sinn ...
Översättning till nusvenska:
... sin son ...